# Actinidain
Actinidain (fälschlicherweise auch als Actinidin bezeichnet, siehe Actinidin) ist ein Enzym in der Kiwifrucht, das den Abbau von Proteinen katalysiert. Es ruft bei einigen Personen eine allergische Reaktion hervor und wurde als Haupt-Allergen in Kiwis identifiziert. Technisch eignet sich Actinidain hervorragend zum Abbau von Collagen und Trennung von Zelltypen in Fleisch-Mischgewebe.
Da Actinidain im aktiven Zentrum Cystein enthält, handelt es sich um eine Cysteinprotease. Nahe Verwandte des Enzyms kommen in allen Strahlengriffel-Früchten und in den Früchten des Zedrachbaumes vor. Weitere Verwandte sind in Ananas, Mango und Papaya zu finden (Papain).